# Pascal Groß
Pascal Groß (Mannheim, 1991. június 15. –) német válogatott labdarúgó, a német Borussia Dortmund középpályása.

## Pályafutása
2024. június 7-én bekerült Julian Nagelsmann szövetségi kapitány 26 fős keretébe, amely a 2024-es labdarúgó-Európa-bajnokságon részt vett.